# Philipp Schmiedl
Philipp Schmiedl (23. juni 1997) er en østrigsk fodboldspiller, som spiller i ungarske fodboldklub Mezokovesd Zsory. Han er central forsvarsspiller.

## Klubkarriere
Han fik sin professionelle debut den 29. juli 2018 i Østrigs andenbedste liga for klubben Juniors OÖ i en kamp mod Wacker Innsbrucks reservehold.
Den 23. juli 2019 skrev han under på en 2-årig kontrakt med SCR Altach. Han fik sin debut i den østrigske Bundesliga den 15. september 2019 for Altach i en kamp mod St. Pölten.
Den 3. oktober 2020 skrev Schmiedl under på en 4-årig kontrakt med SønderjyskE.